# Sigi Schmid Coach of the Year Award
De Sigi Schmid Coach of the Year Award is een Amerikaanse individuele voetbalprijs van de Major League Soccer, die in 1996 werd ingesteld. De media, MLS-spelers en het clubmanagement stemmen erover en geven de prijs aan de hoofdtrainer die dat seizoen als de beste in de competitie wordt beschouwd. Sinds 2019 heeft de prijs de huidige naam.

## Winnaars
| Seizoen | Winnaar          | Club                   |
| ------- | ---------------- | ---------------------- |
| 1996    | Thomas Rongen    | Tampa Bay Mutiny       |
| 1997    | Bruce Arena      | D.C. United            |
| 1998    | Bob Bradley      | Chicago Fire           |
| 1999    | Sigi Schmid      | LA Galaxy              |
| 2000    | Bob Gansler      | Kansas City Wizards    |
| 2001    | Frank Yallop     | San Jose Earthquakes   |
| 2002    | Steve Nicol      | New England Revolution |
| 2003    | Dave Sarachan    | Chicago Fire           |
| 2004    | Greg Andrulis    | Columbus Crew          |
| 2005    | Dominic Kinnear  | San Jose Earthquakes   |
| 2006    | Bob Bradley (2)  | Chivas USA             |
| 2007    | Preki            | Chivas USA             |
| 2008    | Sigi Schmid (2)  | Columbus Crew          |
| 2009    | Bruce Arena (2)  | LA Galaxy              |
| 2010    | Schellas Hyndman | Dallas                 |
| 2011    | Bruce Arena (3)  | LA Galaxy              |
| 2012    | Frank Yallop     | San Jose Earthquakes   |
| 2013    | Caleb Porter     | Portland Timbers       |
| 2014    | Ben Olsen        | D.C. United            |
| 2015    | Jesse Marsch     | New York Red Bulls     |
| 2016    | Óscar Pareja     | Dallas                 |
| 2017    | Greg Vanney      | Toronto                |
| 2018    | Gerardo Martino  | Atlanta United         |
| 2019    | Bob Bradley (3)  | Los Angeles            |
| 2020    | Jim Curtin       | Philadelphia Union     |
| 2021    | Bruce Arena (4)  | New England Revolution |
| 2022    | Jim Curtin (2)   | Philadelphia Union     |
| 2023    | Pat Noonan       | Cincinnati             |
| 2024    | Wilfried Nancy   | Columbus Crew          |
| 2025    |                  |                        |

## Statistieken

### Coaches met meerdere titels
| Coach        | T. | Jaren kampioen         |
| ------------ | -- | ---------------------- |
| Bruce Arena  | 4  | 1997, 2009, 2011, 2021 |
| Bob Bradley  | 3  | 1998, 2006, 2019       |
| Jim Curtin   | 2  | 2020, 2022             |
| Sigi Schmid  | 2  | 1999, 2008             |
| Frank Yallop | 2  | 2001, 2012             |

### Aantal titels per club
| Team                 | T. | Jaren kampioen   |
| -------------------- | -- | ---------------- |
| Columbus Crew        | 3  | 2004, 2008, 2024 |
| San Jose Earthquakes | 3  | 2001, 2005, 2012 |
| LA Galaxy            | 3  | 1999, 2009, 2011 |
| Philadelphia Union   | 2  | 2020, 2022       |
| Dallas               | 2  | 2010, 2016       |
| Chivas USA           | 2  | 2006, 2007       |
| Chicago Fire         | 2  | 1998, 2003       |
| D.C. United          | 2  | 1997, 2014       |
| Cincinnati           | 1  | 2023             |
| Los Angeles          | 1  | 2019             |
| Atlanta United       | 1  | 2018             |
| Toronto              | 1  | 2017             |
| New York Red Bulls   | 1  | 2015             |
| Portland Timbers     | 1  | 2013             |
| Sporting Kansas City | 1  | 2000             |
| Tampa Bay Mutiny     | 1  | 1996             |

### Aantal titels per nationaliteit
| Nationaliteit    | T. | Jaren kampioen |
| ---------------- | -- | --- |
| Verenigde Staten | 22 | 1997, 1998, 2000, 2003, 2004, 2005, 2006, 2007, 2009, 2010, 2011, 2013, 2014, 2015, 2017, 2019, 2020, 2021, 2022, 2023 |
| Canada           | 2  | 2001, 2012 |
| Duitsland        | 2  | 1999, 2008 |
| Frankrijk        | 1  | 2024 |
| Argentinië       | 1  | 2018 |
| Colombia         | 1  | 2016 |
| Schotland        | 1  | 2002 |
| Nederland        | 1  | 1996 |